# وارکرفت
وارکرفت (وارکرافت) (به انگلیسی: Warcraft) عنوان یک فرنچایز چندرسانه‌ای محصول کمپانی بلیزارد انترتینمنت می‌باشد. این فرنچایز شامل چند بازی ویدئویی، رمان، مجله مصور، یک فیلم، و... می‌شود. طراحی و ساخت بازی‌های کامپیوتری به عهده کمپانی بلیزارد انترتینمنت است. این مجموعه در طی سال‌ها پیشرفت‌های زیادی داشته و از انتشار اولین رمان وارکرفت تاکنون طرفداران زیادی را مجذوب خود کرده است. کتاب‌های این مجموعه به زبان‌های زیادی ترجمه شده و تاکنون فروش خوبی نیز داشته‌اند. از نویسندگان داستان‌های وارکرفت می‌توان به ریچارد ای. ناک اشاره کرد که نقش به‌سزایی در پیشرفت داستان‌های وارکرفت داشته‌است.

## بازی‌های ویدئویی
تا کنون پنج بازی از سری وارکرافت منتشر شده‌است.
| ۱۹۹۴ | وارکرفت: ارک‌ها و انسان‌ها           |
| ۱۹۹۵ | وارکرافت ۲: جریان تاریکی           |
| ۱۹۹۶ | وارکرافت ۲: آن‌سوی دروازۀ تاریک     |
| ۱۹۹۷ |                                    |
| ۱۹۹۸ |                                    |
| ۱۹۹۹ | وارکرافت ۲: ویرایش بتل.نت          |
| ۲۰۰۰ |                                    |
| ۲۰۰۱ |                                    |
| ۲۰۰۲ | وارکرفت ۳: پادشاهی آشوب            |
| ۲۰۰۳ | وارکرفت ۳: تخت یخ‌زده               |
| ۲۰۰۴ | دنیای وارکرفت                      |
| ۲۰۰۵ |                                    |
| ۲۰۰۶ |                                    |
| ۲۰۰۷ | دنیای وارکرفت: جنگ‌های صلیبی سوزان  |
| ۲۰۰۸ | دنیای وارکرفت: خشم پادشاه لیچ      |
| ۲۰۰۹ |                                    |
| ۲۰۱۰ | دنیای وارکرفت: کاتاکلیزم           |
| ۲۰۱۱ |                                    |
| ۲۰۱۲ | دنیای وارکرافت: مه‌هایی از پانداریا |
| ۲۰۱۳ |                                    |
| ۲۰۱۴ | قلب سنگی: قهرمانان وارکرفت         |
| ۲۰۱۴ | دنیای وارکرفت: جنگ سالاران درینور  |
| ۲۰۱۵ |                                    |
| ۲۰۱۶ | دنیای وارکرفت: لژیون               |
| ۲۰۱۷ |                                    |
| ۲۰۱۸ | دنیای وارکرفت: نبرد برای آزروث     |
| ۲۰۱۹ | دنیای وارکرفت کلاسیک               |
| ۲۰۲۰ | وارکرفت ۳: بازآفرینی‌شده            |
| ۲۰۲۰ | دنیای وارکرفت: سرزمین‌های سایه      |

### وارکرافت: ارک‌ها و انسان‌ها
درسال ۱۹۹۴ اولین بازی از سری بازی‌های وارکرفت با نام وارکرافت: ارک‌ها و انسان‌ها (به انگلیسی: Warcraft: Orcs & Humans) در سبک استراتژیک چند نفره برای سیستم DOS مایکروسافت منتشر شد. این اولین بازی استراتژیکی جهان نبود، ولی نوآوری‌ها و داستان زیبای خود باعث موفقیت چشمگیر این بازی شد. آتش گرفتن ساختمان‌ها و بجا گذاشتن خاکسترشان بر روی نقشه بازی پس از تخریب، چندی از این نو آوری‌ها بودند. بازی در محیطی قرون وسطایی بود و وجود سربازان نزدیکزن و دورزن، جادوگران و منجنیق‌ها حاکی از پرمحتوا بودن بازی داشت.
انسان‌ها در سرزمینی که آزروث (به انگلیسی: Azeroth) نام داشت زندگی می‌کردند تا اینکه موجودات سبز رنگی به نام ارک (موجود خیالی) (به انگلیسی: Orc) از طریق دروازه ای از سرزمین خود یعنی درانر(به انگلیسی: Draenor) که با جادو باز کرده بودند، وارد آزروت می‌شوند تا آن را تصرف کنند. داستان بازی در سرزمین‌های استورم ویند (به انگلیسی: Storm wind) می‌گذرد و وقایع آن به جنگ اول در دنیای وارکرفت مشهور است. فقط نژادهای انسان که سعی در دفاع از سرزمینشان را دارند و ارک‌های مهاجم که برای تصرف آن آمدند بود در بازی حضور داشتند. از شخصیت‌های معروف حاضر در بازی می‌توان به مدیو جادوگر (به انگلیسی: Medivh)،للان(به انگلیسی: Llane) پادشاه استورم ویند، لوثار (به انگلیسی: Lothar) و گارونا (به انگلیسی: Garona) نیم ارک و انسان اشاره کرد.

### وارکرافت ۲: جریان تاریکی
بعد ار موفقیت بازی اول در سال ۱۹۹۵ بازی دوم از این سری با نام وارکرفت ۲: جریان تاریکی (Warcraft II: Tides of Darkness) را برای سیستم عامل ۹۵ منتشر شد که ادامه داستان نسخه قبلی بود. این بار داستان بازی در سرزمینهای بیشتری از آزروت از جمله لردران (Lordoran) و کازمودان (Khaz Modan) اتفاق می‌افتاد و نژادهای دورف‌ها (Dwarf)، الف‌های عالی (High Elf)، ترول‌ها (Troll) و گوبلین‌ها (Goblin) نیز به بازی اضافه شد بودند که باعث ایجاد اتحادهای هورد (Horde) و متحدین (Alliance) شدند.
داستان بازی در مورد ادامه تهاجم ارک هاست. ارک‌ها استورم ویند را تصرف کرده‌اند و به فکر گسترش آن هستند. به طرف شمال آزروت لشکر کشی می‌کنند و تا دروازه‌های لردران پیشروی می‌کنند. برای اولین بار از نام سارگراس (Sargras) استفاده شده و به شیاطین در این بازی اشاره می‌شود. از شخصیت‌های معروف در این بازی می‌توان از آلریا (Alleria) و تورالین (Turalyon) نام برد. از دستاوردهای این بازی نیز می‌توان به اضافه شدن جنگ در هوا و دریا اشاره کرد.

#### وارکرافت ۲: آن‌سوی دروازهٔ تاریک
در سال ۱۹۹۶ ادامهٔ داستان بازی قبل با نام وارکرافت ۲: آن‌سوی دروازهٔ تاریک (Warcraft II: Beyond the Dark Portal) منتشر شد. ارک‌ها از درون توسط گول‌دان (Gul'dan) مورد خیانت قرار گرفته بودند و قبایل ارک، یکپارچگی ویرانگرشان از هم گسیخته شده بود و این فرصتی بود تا انسان‌ها، درف‌ها و الف‌های عالی یکجا جمع شوند و با ارتشی واحد به جنگ ارک‌ها بروند. درنتیجه آنها را به درون دروازه ای که از آن آمده بودند برگردانند. این جنگ‌های داستانی با نام جنگ دوم شهرت دارد.

#### وارکرافت ۲: ویرایش بتل.نت
با گسترش شبکهٔ جهانی اینترنت و سرویس‌های خدماتی بازی‌های آنلاین همانند پلاتو، نسخهٔ تحت شبکه جهانی این بازی نیز با سرویس بتل.نت در سال ۱۹۹۹ با عنوان وارکرافت ۲: ویرایش بتل.نت (به انگلیسی: Warcraft II: Battle.net Edition) روانه بازار شد.

### وارکرافت ۳: پادشاهی آشوب
نسخه سوم وارکرافت تحت عنوان وارکرافت ۳: پادشاهی آشوب (به انگلیسی: Warcraft III: Reign of Chaos)در سال ۲۰۰۲ تولید و عرضه شد که به موفقیت چشمگیری دست یافت و بازی سال شناخته شد.

#### وارکرافت ۳: تخت یخ‌زده
در سال ۲۰۰۳ و در پی تکمیل موفقیت‌های قبلی وارکرافت ۳: تخت یخ‌زده (به انگلیسی: Warcraft III: The Frozen Throne) به عنوان نسخهٔ گسترش یافته عرضه شد.

### دنیای وارکرفت
در سال ۲۰۰۴ شرکت بلیزارد انترتینمنت بازی دنیای وارکرافت (به انگلیسی: World of Warcraft) را روانه بازار کرد که تا به حال با استقبال بالغ بر ۱۲ میلیون مشترک در سر تا سر جهان در سال ۲۰۱۲ مواجه شده‌است.
در سال ۲۰۰۶ بسته تکمیلی دنیای وارکرفت: جنگ‌های صلیبی سوزان را منتشر شد.
در سال ۲۰۰۸ نیز بسته تکمیلی دیگری به نام دنیای وارکرفت: خشم پادشاه لیچ منتشر کرد.
در سال ۲۰۱۰ نیز یک بسته تکمیلی دیگر دنیای وارکرفت: کاتاکلیزم منتشر شد.
در سال ۲۰۱۲ نیز یک بسته تکمیلی دیگر دنیای وارکرافت: مه‌هایی از پانداریا منتشر شد.
در دسامبر ۲۰۱۴ نیز یک بسته تکمیلی دیگر دنیای وارکرفت: جنگ سالاران درینور منتشر شد.
در سال ۲۰۱۶ نیز یک بسته تکمیلی دیگر دنیای وارکرفت: لژیون نیز منتشر شد
در سال ۲۰۱۸ نیز یک بسته تکمیلی دیگر دنیای وارکرفت: نبرد برای آزروث منتشر شد.
در سال ۲۰۱۹ اعلام شد یک بسته تکمیلی دیگر با نام دنیای وارکرفت: سرزمین‌های سایه در حال توسعه بوده و در سال ۲۰۲۰ منتشر خواهد شد.

### قلب سنگی: قهرمان وارکرافت
قلب سنگی: قهرمان وارکرافت (به انگلیسی: Hearthstone: Heroes of Warcraft) آخرین بازی این سری، یک بازی کارتی است.

## دیگر رسانه‌ها

### بازی‌های رومیزی
- وارکرفت: بازی تخته - یک بازی‌های تخته‌ای راهبردی است که در سال ۲۰۰۳ توسط شرکت فانتزی فلایت گیمز منتشر شده و داستان آن در محور داستان بازی وارکرفت ۳ می‌چرخد.
- وارکرفت: بازی نقش‌آفرینی - یک بازی در سبک نقش آفرینی است که در سال ۲۰۰۳ و ۲۰۰۵ توسط شرکت استودیو شمشیر و جادوگری ساخته شده.
- دنیای وارکرفت: بازی تخته - یک بازی تخته‌ای بر اساس دنیای وارکرفت که توسط شرکت فانتزی فلایت گیمز منتشر شده.
- دنیای وارکرفت: بازی ماجراجویی - یک بازی تخته‌ای بر اساس دنیای وارکرفت که توسط شرکت فانتزی فلایت گیمز منتشر شده.
- دنیای وارکرفت: بازی مینیاتوری - یک بازی مینیاتوری جنگی بر اساس دنیای وارکرفت که توسط شرکت آپر دک انترتینمنت منتشر شده.

### بازی‌های کارتی
- دنیای وارکرافت بازی کارتی مبادله‌ای (۲۰۰۶ – ۲۰۱۳)[۲]

### رمان‌ها
بلیزارد بعد از موفقیت‌های بازی‌های وارکرافت ۲: جریان تاریکی و وارکرافت ۲: آن‌سوی دروازهٔ تاریک تصمیم به انتشار کتاب از این بازی‌ها گرفت. این کتاب‌ها حول داستان این دو نسخه بازی نوشته شدند و همچنین یک پیش درآمدی برای بازی وارکرفت ۳: پادشاهی آشوب هم بودند. بلیزارد در این مدت چهار کتاب به نام⁭های وارکرفت: از خون و افتخار (۲۰۰۰) به قلم کریس متزن، وارکرفت: روز اژدها (۲۰۰۱) به قلم ریچارد ای. ناک، وارکرفت: ارباب قبایل (۲۰۰۱) به قلم کریستی گلدن و وارکرفت: آخرین نگهبان (۲۰۰۲) به قلم جف گراب چاپ کرد.
بلیزارد به مدت ۳ سال کتابی چاب نکرد تا اینکه با انتشار بازی دنیای وارکرفت، شروع دوباره به چاپ کتاب کرد. کتاب‌هایی که بلیزارد چاپ کرد بیشتر به گذشته و حول داستان دنیای وارکرفت و بسته‌های تکمیلی بود.
- مجموعهٔ وارکرفت (۲۰۰۶)
  - وارکرفت: از خون و افتخار (۲۰۰۰) به قلم کریس متزن
  - وارکرفت: روز اژدها (۲۰۰۱) به قلم ریچارد ای. ناک
  - وارکرفت: ارباب قبایل (۲۰۰۱) به قلم کریستی گلدن
  - وارکرفت: آخرین نگهبان (۲۰۰۲) به قلم جف گراب
- سه‌گانهٔ نبرد باستانیان (۲۰۰۷)
  - جلد اول: وارکرفت: چشمهٔ جاودانگی (۲۰۰۴) به قلم ریچارد ای. ناک
  - جلد دوم: وارکرفت: روح اهریمن (۲۰۰۴) به قلم ریچارد ای. ناک
  - جلد سوم: وارکرفت: شکافت (۲۰۰۵) به قلم ریچارد ای. ناک
- جهان وارکرفت: دایرهٔ نفرت (۲۰۰۶) به قلم کیث آر.ای. دِکاندیدو
- سه‌گانهٔ وقایع جنگ (۲۰۱۰)
  - جلد اول: جهان وارکرفت: قیام هورد (۲۰۰۶) به قلم کریستی گلدن
  - جلد دوم: جهان وارکرفت: امواج تاریکی (۲۰۰۷) به قلم ارون اس. روزنبرگ
  - جلد سوم: جهان وارکرفت: آن‌سوی دروازهٔ تاریک (۲۰۰۸) به قلم ارون اس. روزنبرگ و کریستی گلدن
- جهان وارکرفت: شب اژدها (۲۰۰۸) به قلم ریچارد ای. ناک
- جهان وارکرفت: آرتاس: قیام لیچ کینگ (۲۰۰۹) به قلم کریستی گلدن
- جهان وارکرفت: اِستورم رِیج (۲۰۱۰) به قلم ریچارد ای. ناک
- جهان وارکرفت: فروپاشی: آغاز تحول (۲۰۱۰) به قلم کریستی گلدن
- جهان وارکرفت: ترال: گرگ و میش سیمایان (۲۰۱۱) به قلم کریستی گلدن
- جهان وارکرفت: گرگ دل (۲۰۱۲) به قلم ریچارد ای. ناک
- جهان وارکرفت: جاینا پرادمور: امواج جنگ (۲۰۱۲) به قلم کریستی گلدن
- جهان وارکرفت: سپیده دم سیمایان (۲۰۱۳) به قلم ریچارد ای. ناک
- جهان وارکرفت: وول‌جین: سایه‌های هورد (۲۰۱۳) به قلم مایکل ای. استاکپول[۳]
- جهان وارکرفت: شاخص‌ها (۲۰۱۴)
- جهان وارکرفت: جرائم جنگ (۲۰۱۴)
- جهان وارکرفت: مقصد: پانداریا (۲۰۱۴)
- جهان وارکرفت: وقایع جلد ۱ (۲۰۱۶)
- جهان وارکرفت: ایلدین (۲۰۱۶)
- وارکرفت: دوروتن - پیش‌درآمد فیلم وارکرفت (۲۰۱۶)
- وارکرفت: رمان فیلم وارکرفت (۲۰۱۶)
- جهان وارکرفت: مسافر (۲۰۱۶)
- جهان وارکرفت: وقایع جلد ۲ (۲۰۱۷)
- جهان وارکرفت: وقایع جلد ۳ (۲۰۱۸)
- جهان وارکرفت: مسافر: مسیر مارپیچ (۲۰۱۸)
- جهان وارکرفت: پیش از طوفان (۲۰۱۸)
- جهان وارکرفت: مسافر: تیغهٔ درخشان (۲۰۱۹)
- جهان وارکرفت: قیام سایه‌ها (۲۰۲۰)

#### ترجمه به فارسی
مجموعه کتاب های وارکرفت و دنیای وارکرفت توسط نشر ویدا و به ترجمه افشین اردشیری منتشر گردیده است.

### کمیک
- جهان وارکرفت (به انگلیسی: World of Warcraft) (۲۰۰۷ _ ۲۰۰۹) در سری کمیک‌های وایلداستورم، منتشر شده توسط دی‌سی کامیکس.
- جهان وارکرفت: اَش⁭برینگر (به انگلیسی: World of Warcraft: Ashbringer) (۲۰۰۸ _ ۲۰۰۹) یک کمیک چهار قسمتی که توسط وایلداستورم منتشر شد.
- جهان وارکرفت: نفرین ورگن (به انگلیسی: World of Warcraft: Curse of the Worgen) (۹ اکتبر ۲۰۱۲)
- جهان وارکرفت: مروارید پانداریا (به انگلیسی: World of Warcraft: Pearl of Pandaria) (۲۵ سپتامبر ۲۰۱۲)
- وارکرفت، حماسه شماره یک
- جهان وارکرفت: سواران تاریک (به انگلیسی: World of Warcraft: Dark Riders) (۷ می ۲۰۱۳)
- جهان وارکرفت: خون‌خوار (به انگلیسی: World of Warcraft: Bloodsworn) (۱۳ اوت ۲۰۱۳)
- جهان وارکرفت: جنگ‌سالاران دارینور (به انگلیسی: World of Warcraft: Warlords of Draenor) (۲۰۱۴) یک مجموعه سه شماره ای است که توسط بلیزارد منتشر شد.
- وارکرفت: پیوند برادری (به انگلیسی: Warcraft: Bonds of Brotherhood) (۲۰۱۶)
- جهان وارکرفت: لژیون (به انگلیسی: World of Warcraft: Legion) (۲۰۱۶) یک مجموعه چهار شماره ای است که توسط بلیزارد منتشر شد.

### مانگا
- وارکرفت: سه‌گانهٔ خورشید خوب (به انگلیسی: Warcraft: The Sunwell Trilogy) (مارس ۲۰۰۵ _ مارس ۲۰۰۷) یک مجموعهٔ مانگا سه قسمتی که توسط توکیوپاپ منتشر شد.
  - شکار اژدها (به انگلیسی: Dragon Hunt) (مارس ۲۰۰۵)
  - سایه‌های یخ (به انگلیسی: Shadows of Ice) (مارس ۲۰۰۶)
  - سرزمین‌های ارواح (به انگلیسی: Ghostlands) (مارس ۲۰۰۷)
- وارکرفت: افسانه‌ها (به انگلیسی: Warcraft: Legends) (۲۰۰۸ _ ۲۰۰۹) یک مجموعهٔ پنج قسمتی که ادامه وارکرفت: سه‌گانهٔ خورشید خوب است.
- جهان وارکرفت: شوالیهٔ مرگ (به انگلیسی: World of Warcraft: Death Knight) (۱ دسامبر ۲۰۰۹)
- جهان وارکرفت: جادوگر (به انگلیسی: World of Warcraft: Mage) (۱ ژوئن ۲۰۱۰)
- جهان وارکرفت: شامان (به انگلیسی: World of Warcraft: Shaman) (۲۸ سپتامبر ۲۰۱۰)
- جهان وارکرفت: بال سایه (به انگلیسی: World of Warcraft: Shadow Wing) (ژوئن ۲۰۱۰ _ مارس ۲۰۱۰) مجموعه مانگایی که که در دو قسمت منتشر شد.
  - اژدهایان سرزمین خارج (به انگلیسی: The Dragons of Outland) (ژوئن ۲۰۱۰)
  - نقطه پیوند (به انگلیسی: Nexus Point) (مارس ۲۰۱۱)

### مجله
در سال ۲۰۰۹، شرکت بلیزارد انترتینمنت اعلام کرد که در آینده ممکن است یک مجله منتشر کنند. این مجله تنها به صورت آنلاین قابل خرید خواهد بود و نه در روزنامه فروشی‌ها و فروشگاه‌ها که این کار، آن‌ها را کلکسیونی می‌کند. فصلنامه در ۱۴۸ صفحه منتشر شد، بدون هیچ تبلیغ در تمامی صفحات آن.
در دسامبر ۲۰۱۱ بلیزارد اعلام کرد که انتشار این مجله متوقف شد. برای بازپرداخت غرامت، اسباب بازی‌های باشکوه یا پت‌های درون بازی به مشترکان، بسته به طول اشتراک، داده خواهد شد.

### فیلم
بلیزارد انترتینمنت پس موفقیت‌های سری بازی‌های وارکرفت و دنیای وارکرفت، تصمیم گرفت فیلمی بسازد. بلیزارد در به‌طور رسمی در ۹ مه ۲۰۰۶ اعلام کرد که آن‌ها و لجندری پیکچرز در حال توسعه فیلمی بر اساس وارکرفت:ارک‌ها و انسان‌ها هستند. با این کار بلیزارد فیلمی همچون فیلم ارباب حلقه‌ها باشد. بلیزارد انترتینمنت در بلیزکان ۲۰۰۸ اعلام کرد که فیلمنامه توسط مایک مرهایم نوشه شده‌است. بلیزارد می‌خواست فیلم در ۲۰۰۹ اکران شود اما به دلیل ناتمام ماندن فیلم، تغویق انداخت. با آغاز همایش کامیک کان ۲۰۱۱، بلیزارد اعلام کرد که دارد فیلم با سرعت در حال اتمام است. بالاخره در تاریخ ۱۰ ژوئن ۲۰۱۶ در ایالات متحده به روی پرده سینماها رفت.
فیلم وارکرفت وقایع اولین جنگ ارک‌ها و انسان‌ها می‌پرداخت که این بر اساس داستان وارکرفت: ارک‌ها و انسان‌ها بود. این فیلم توانست در گیشه ۴۳۳ میلیون دلار به دست بیاورد که آن را به پرفروشترین فیلمی در آن موقع تبدیل کند که بر اساس بازی ویدیوی ساخته شده‌است که برای فیلم یک پیروزیبود. فیلم وارکرفت از سوی منتقدان نمرات خوب و متوسط گرفت.